# Schuyler McFerran
 (février 2017).
Si vous disposez d'ouvrages ou d'articles de référence ou si vous connaissez des sites web de qualité traitant du thème abordé ici, merci de compléter l'article en donnant les références utiles à sa vérifiabilité et en les liant à la section « Notes et références ».
Schuyler Sue McFerran est une surfeuse américaine née le 22 juin 1987 dans le comté de Santa Barbara en Californie. Pratiquante de Longboard, elle a gagné le premier championnat du monde de longboard féminin organisé par l'Association des surfeurs professionnels durant le Roxy Jam de Biarritz, en 2006.